# Chirogale moyen
Cheirogaleus medius
Espèce
Statut de conservation UICN

 VU  : Vulnérable
Statut CITES
Le Chirogale moyen (Cheirogaleus medius) est une espèce de lémuriens de la famille des Cheirogaleidae et l'un des plus petits primates au monde. Il est endémique à Madagascar.

## Description
Il pèse aux environs de 160 g avec des variations selon les saisons pour une longueur totale de 50 cm environ. Il est gris pâle avec un anneau sombre autour des yeux.

## Habitat
Il vit dans les forêts sèches à arbres à feuilles caduques.

## Comportement et physiologie
Des recherches récentes ont montré qu'il hiberne (ou estive), même si, dans l'hiver tropical de Madagascar, les températures restent élevées. Il est le premier primate tropical chez lequel on ait démontré une hibernation. Comme l'hiver malgache est sec, il semble que ce lémurien veuille éviter la sécheresse. Contrairement aux animaux qui hibernent dans les régions tempérées, le lémurien ne contrôle pas sa température corporelle en hibernation, et si le trou d'arbre dans lequel il est en sommeil n'est pas bien isolé, sa température corporelle varie en fonction de la température à l'extérieur.
Comme les autres lémuriens à queue grasse, C. medius est capable de stocker de la graisse dans la queue, ce qui constitue une source d'énergie au cours de sa période de dormance.

## Taxonomie

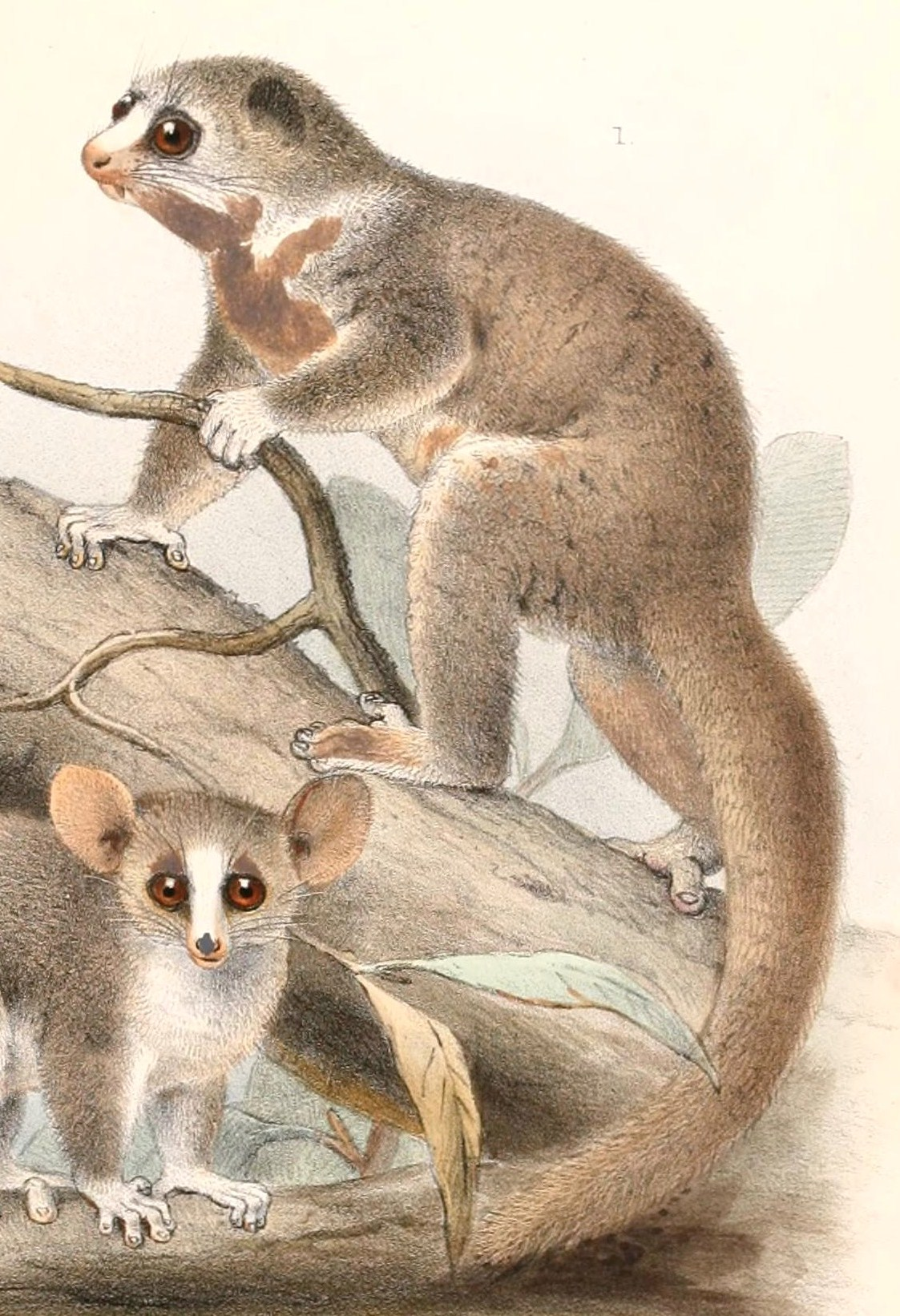
Cheirogaleus adipicaudatus.

Le nom valide complet (avec auteur) de ce taxon est Cheirogaleus medius É.Geoffroy Saint-Hilaire, 1812.
Ce taxon porte en français le nom vernaculaire ou normalisé suivant : Cheirogale Moyen,,.
En 2000 et 2009, le taxonomiste Colin Groves décrit une nouvelle espèce, Cheirogaleus adipicaudatus, comme ayant un pelage gris foncé sur le dos et le ventre, avec une vague bande dorsale sur le dos, une bande relativement courte blanche et médiane sur la face et des anneaux noirs autour des yeux. Toutefois, en 2009, Groeneveld et al. démontrent que, génétiquement, celle-ci est un synonyme de Cheirogaleus medius, de sorte qu'elle n'est plus reconnue.[réf. nécessaire]
Cheirogaleus medius a pour synonymes :
- Cheirogaleus adipicaudatus Grandidier, 1868
- Cheirogaleus minor É.Geoffroy Saint-Hilaire, 1812
- Cheirogaleus samati Grandidier, 1867